# لبور گابالا ارن

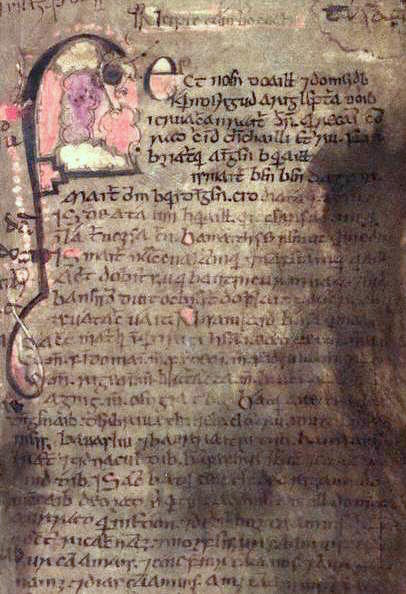
برگه ۵۳ از کتاب لینستر. لیبور گابالا ارن در بیش از دوازده نسخه خطی قرون وسطایی رو نویسی شده‌است و کتاب لینستر تنها یکی از منابع اولیه متن است.

لیبور گابالا اِرین (به معنای لغوی "کتاب فتح ایرلند")، نگارش مدرن ایرلندی: Leabhar Gabhála Éireann) که در انگلیسی به عنوان کتاب تهاجم (The Book of Invasions) شناخته می‌شود، مجموعه ای از اشعار و روایت‌های منثور به زبان ایرلندی است که به عنوان یک کتاب تاریخی در مورد ایرلند و ایرلندی‌ها از پیدایش جهان تا قرون وسطی در نظر گرفته شده‌است.
تعدادی نسخه وجود دارد که قدیمی‌ترین آنها توسط نویسنده ای ناشناس در قرن یازدهم گردآوری شده‌است. روایاتی را که در قرون گذشته در جریان بوده‌اند را ترکیب می‌کند. این کتاب از برحه‌های تاریخ ایرلند روایت می‌کند که شش بار توسط شش گروه از مردم سکنی گزیده شده (یا "فتح") شده‌است: مردم سِسِیر، مردم پارتولون، مردم نمد، فیربولگ، تواتا دی دانان، و میلزی‌ها. چهار گروه اول از میان رفته‌اند یا مجبور به ترک جزیره شده‌اند. گروه پنجم نیز با پرستش خدایان پاگانی و فرهنگ و روش پاگان زندگی می‌کردند، در حالی که گروه آخر نماینده اجداد مردم ایرلند امروزی یعنی گال‌ها هستند.
لیبور گابالا در مرجعیت برای سایر کتب بسیار تأثیرگذار بود و تا حد زیادی «تا قرن ۱۹ توسط شاعران و دانشمندان به عنوان یک کتاب تاریخی متعارف پذیرفته شده بود». اما امروزه، محققان لبور گابالا را (همانند شاهنامه) در درجه اول یک کتاب بر اساس اسطوره‌های قدیمی می‌دانند تا تاریخ. به نظر می رسد که بیشتر نوشته شده بر اساس منابع شبه تاریخ های دوران مسیحیت قرون وسطایی است، اما برخی از اساطیر بت پرستی بومی ایرلند را نیز در خود جای داده است.
محققان بر این باورند که هدف نویسندگان آن ارائه سند تاریخی برای ایرلند بود که با تاریخ روم یا سایر ملل مقایسه شود و با تعالیم مسیحی سازگار باشد. لبور گابالا به یکی از محبوب ترین و تأثیرگذارترین آثار ادبیات اولیه ایرلند تبدیل شد. مارک ویلیامز می گوید که "به منظور پل زدن بر بالای شکاف موجود بین گاهشماری جهانی مسیحی و پیش از تاریخ ایرلند نوشته شده است".